# Ericek, Gürsu
Ericek là một xã thuộc quận Gürsu, tỉnh Bursa, Thổ Nhĩ Kỳ. Dân số thời điểm năm 2011 là 161 người.